# Lan mật khẩu hoa chùy
Lan mật khẩu hoa chùy (danh pháp hai phần: Cleisostoma paniculatum) là một loài lan.
Cây có mặt ở Ấn Độ, Thái Lan, Đài Loan, Trung Quốc, Việt Nam (Hải Phòng).